# Nissan Motor Manufacturing Company (Australia)
Nissan Motor Manufacturing Co. (Australia) Ltd. ist ein ehemaliger Automobilhersteller mit derzeitigem Unternehmenssitz in Dandenong, Victoria. Das Unternehmen montierte Personenkraftwagen der japanischen Marke Nissan.

## Geschichte
Bereits in den 1930er Jahren wurden Nissan-Automobile nach Australien importiert. Anfang der 1960er Jahre wurde der australische Industrielle Lawrence Hartnett auf die Marke aufmerksam, übernahm den Vertrieb und begann 1966 mit der Montage von jährlich bis zu 20.000 Bluebirds für den australischen Markt durch die in Sydney ansässige Pressed Metal Corporation.
Bereits 1968 wurde Nissan als Mieter des stillgelegten Werks von Volkswagen Australasia genannt.
Die Volkswagen-Tochter Motor Producers Limited stellte dort ab 1968 Datsun-Fahrzeuge her. Im Jahr 1971 konnte Nissan in Australien doppelt so viele Fahrzeuge wie Volkswagen verkaufen.
Die Montagetätigkeit wurde 1972 weiter ausgebaut.
Nach der Entscheidung der Nissan-Geschäftsführung, die Vorgabe der australischen Regierung von 85 % örtlichem Produktionsanteil einhalten zu wollen, sollte das Werk in Clayton wieder auf eine Komplettproduktion (anstelle der Montage von Bausätzen) umgestellt werden. Da Volkswagen nicht mehr in das Werk investieren wollte, wurde eine vollständige Übernahme der Motor Producers Limited durch Nissan vereinbart. Die örtliche CKD-Montage von Volkswagen-Fahrzeugen sollte ab April 1976 unter Verantwortung von Nissan erfolgen, bis sie im März 1977 endgültig eingestellt wurde.
Die eigenständige Produktion in Clayton begann 1977 mit dem Datsun 200B. Das australische Modell wies eine andere Hinterachse als sein japanisches Pendant auf.
Weitere montierte Modelle waren Nissan Gazelle und Nissan Pulsar, die 1986 um Nissan Skyline und Nissan Pintara ergänzt wurden.
Nissans Automobilproduktion in Australien endete 1991 oder 1992. Die Produktion war 1991 auf weniger als 36.000 Fahrzeuge gefallen, nachdem noch 1990 fast 58.000 Exemplare hergestellt worden waren.
Bei Nissan Australia werden derzeit in einem 1982 errichteten Werk weiterhin vor allem Gussteile hergestellt.